# Assassin's Creed (serie)
 Der er for få eller ingen kildehenvisninger i denne artikel, hvilket er et problem. Du kan hjælpe ved at angive troværdige kilder til de påstande, som fremføres i artiklen.

Assassin's Creed er en computerspilserie, der er udgivet af Ubisoft.
I spillets hovedserie findes der lige nu 13 spil, hvor det seneste udkom den 20. marts 2025.

## Spil i serien
Fed indikerer at spillet er i hovedserien.
| Titel                                 | Udgivelsår | Platforme                                                                                    |
| ------------------------------------- | ---------- | -------------------------------------------------------------------------------------------- |
| Assassin's Creed                      | 2007       | PlayStation 3, Xbox 360, Windows                                                             |
| Assassin's Creed: Altaïr's Chronicles | 2008       | Nintendo DS, Android, iOS, Symbian, webOS, Windows Phone                                     |
| Assassin's Creed: Bloodlines          | 2009       | PlayStation Portable                                                                         |
| Assassin's Creed II                   | 2009       | PlayStation 3, Xbox 360, PlayStation 4, Xbox One, OS X, Windows, Mac OS X, Symbian           |
| Assassin's Creed II: Discovery        | 2009       | Nintendo DS, iOS                                                                             |
| Assassin's Creed: Brotherhood         | 2010       | PlayStation 3, Xbox 360, PlayStation 4, Xbox One, OS X, Windows                              |
| Assassin's Creed: Revelations         | 2011       | PlayStation 3, Xbox 360, PlayStation 4, Xbox One, Windows, Android, Symbian                  |
| Assassin's Creed III                  | 2012       | PlayStation 3, Xbox 360, Wii U, PlayStation 4, Xbox One, Windows, Nintendo Switch, Symbian   |
| Assassin's Creed III: Liberation      | 2012       | PlayStation 3, Xbox 360, PlayStation 4, Xbox One, Nintendo Switch, PlayStation Vita, Windows |
| Assassin's Creed IV: Black Flag       | 2013       | PlayStation 3, Xbox 360, Wii U, PlayStation 4, Xbox One, Windows, Nintendo Switch            |
| Assassin's Creed Rogue                | 2014       | PlayStation 3, Xbox 360, PlayStation 4, Xbox One, Nintendo Switch, Windows                   |
| Assassin's Creed Unity                | 2014       | PlayStation 4, Xbox One, Windows                                                             |
| Assassin's Creed Syndicate            | 2015       | PlayStation 4, Xbox One, Windows                                                             |
| Assassin's Creed Identity             | 2016       | Android, iOS                                                                                 |
| Assassin's Creed Origins              | 2017       | PlayStation 4, Xbox One, Windows                                                             |
| Assassin's Creed Odyssey              | 2018       | PlayStation 4, Xbox One, Windows, Stadia                                                     |
| Assassin's Creed Valhalla             | 2020       | PlayStation 4, PlayStation 5, Xbox One, Xbox Series X, Windows, Stadia                       |
| Assassin's Creed Mirage               | 2023       | PlayStation 4, PlayStation 5, Xbox One, Xbox Series X, Windows, Amazon Luna, IOS             |
| Assassin's Creed Shadows              | 2025       | PlayStation 5, Xbox Series X, Windows, Amazon Luna, OS X                                     |

Note(r)
1. ↑  Udgivet under titlen Assassin's Creed: Liberation HD til Microsoft Windows, PlayStation 3 og Xbox 360.

## Oprindelse
Assassin's Creed skulle oprindeligt være en del af Prince of Persia-serien, hvor det gik under navnet Prince Of Persia: Assassins, men det blev senere ændret til Assassin's Creed.